# Footwork FA16
Footwork FA16 — гоночный  автомобиль команды Формулы-1 Footwork, построенный под руководством Алана Дженкинса для участия в гонках Чемпионата мира сезона 1995 года.

## История
В сезоне 1995 года команда Footwork перешла с двигателя Ford ED на восьмицилиндровый Hart 830. Двигатель, построенный небольшой британской фирмой Brian Hart Limited, был единственным двигателем Гран-при, который ещё имел клапанные пружины. Средств на разработку новых головок цилиндров с пневматическим приводом клапанов не хватало – команда Footwork во главе с Джеки Оливером вынуждена была довольствоваться мизерным бюджетом.
Одним из гонщиков разработанного Аланом Дженкинсом Footwork FA16 был Джанни Морбиделли. Впоследствии его заменил соотечественник Массимилиано Папис, который принес с собой спонсорские деньги. Японец Таки Иноуэ, которого Оливер вынужден был взять из-за японских спонсоров, был недостаточно подготовленным к выступлениям в гонках Формулы-1. Папис, который в 1994 году занял пятое место в Чемпионате Формулы-3000, выполнял свою задачу сравнительно хорошо, но не смог набрать ни одного зачетного очка. Недооцененный Морбиделли пропустил по ходу сезона семь гонок. В Канаде он финишировал шестым, а в Австралии  занял сенсационное третье место, во многом благодаря многочисленным сходам своих соперников. Его выступления позволили команде из Милтон-Кинса занять в Кубке Конструкторов восьмое место.

## Результаты в чемпионате мира Формулы-1
| Легенда к таблице |                                                                    |
| --- | ------------------------------------------------------------------ |
| В таблице перечислены результаты всех Гран-при Формулы-1, в которых использовался автомобиль. Строками таблицы являются сезоны, столбцами — этапы чемпионата мира. В каждой клетке указаны сокращённое название этапа и результат, дополнительно обозначенный цветом. Расшифровка обозначений и цветов представлена в нижеследующей таблице. |                                                                    |
| \| Пример \| Описание \| \| ------------ \| ------------------------------------------------------------------ \| \| 1 \| Победитель \| \| 2 \| Второе место \| \| 3 \| Третье место \| \| 5 \| Финишировал, заработав очки \| \| Сход \| Не финишировал, но при этом заработал очки \| \| 12 \| Финишировал, не получив очков \| \| НКЛ \| Финишировал, но не попал в финальную классификацию \| \| 15 \| Участвовал вне зачёта, либо по отдельной классификации \| \| 18 \| Не финишировал, но попал в финальную классификацию \| \| Сход \| Не финишировал \| \| НКВ \| Не прошёл квалификацию \| \| НПКВ \| Не прошёл предквалификацию \| \| ДСК \| Дисквалифицирован \| \| ИСК \| Исключён из протокола соревнований \| \| ТТ \| Заявлен для участия только в тренировках \| \| НС \| Участвовал в квалификации, но не стартовал в гонке \| \| Т \| Травмирован или болен \| \| ОТК \| Отказ от участия \| \| НТР \| Прибыл на соревнования, но на трассу не выезжал \| \| НПР \| Был заявлен в числе участников, но не прибыл к началу соревнований \| \| О \| Соревнования отменены \| \| \| Не участвовал \| \| Поул-позиция \| \| \| Быстрый круг \| \| |                                                                    |
| Пример | Описание                                                           |
| 1 | Победитель                                                         |
| 2 | Второе место                                                       |
| 3 | Третье место                                                       |
| 5 | Финишировал, заработав очки                                        |
| Сход | Не финишировал, но при этом заработал очки                         |
| 12 | Финишировал, не получив очков                                      |
| НКЛ | Финишировал, но не попал в финальную классификацию                 |
| 15 | Участвовал вне зачёта, либо по отдельной классификации             |
| 18 | Не финишировал, но попал в финальную классификацию                 |
| Сход | Не финишировал                                                     |
| НКВ | Не прошёл квалификацию                                             |
| НПКВ | Не прошёл предквалификацию                                         |
| ДСК | Дисквалифицирован                                                  |
| ИСК | Исключён из протокола соревнований                                 |
| ТТ | Заявлен для участия только в тренировках                           |
| НС | Участвовал в квалификации, но не стартовал в гонке                 |
| Т | Травмирован или болен                                              |
| ОТК | Отказ от участия                                                   |
| НТР | Прибыл на соревнования, но на трассу не выезжал                    |
| НПР | Был заявлен в числе участников, но не прибыл к началу соревнований |
| О | Соревнования отменены                                              |
| | Не участвовал                                                      |
| Поул-позиция |                                                                    |
| Быстрый круг |                                                                    |

| Год  | Команда       | Двигатель        | Ш | Гонщики    | 1    | 2    | 3    | 4    | 5    | 6   | 7    | 8    | 9    | 10   | 11   | 12  | 13  | 14  | 15   | 16   | 17   | Место | Очки |
| ---- | ------------- | ---------------- | - | ---------- | ---- | ---- | ---- | ---- | ---- | --- | ---- | ---- | ---- | ---- | ---- | --- | --- | --- | ---- | ---- | ---- | ----- | ---- |
| 1995 | Footwork Hart | Hart 830 V8, 3,0 | G |            | БРА  | АРГ  | САН  | ИСП  | МОН  | КАН | ФРА  | ВЕЛ  | ГЕР  | ВЕН  | БЕЛ  | ИТА | ПОР | ЕВР | ТИХ  | ЯПО  | АВС  | 8     | 5    |
| 1995 | Footwork Hart | Hart 830 V8, 3,0 | G | Морбиделли | Сход | Сход | 13   | 11   | 9    | 6   | 14   |      |      |      |      |     |     |     | Сход | Сход | 3    | 8     | 5    |
| 1995 | Footwork Hart | Hart 830 V8, 3,0 | G | Папис      |      |      |      |      |      |     |      | Сход | НС   | Сход | Сход | 7   | НС  | 12  |      |      |      | 8     | 5    |
| 1995 | Footwork Hart | Hart 830 V8, 3,0 | G | Иноуэ      | Сход | Сход | Сход | Сход | Сход | 9   | Сход | Сход | Сход | Сход | 12   | 8   | 15  | НС  | Сход | 12   | Сход | 8     | 5    |